# Sabaudia (ribkwallen)
Sabaudia is een geslacht van ribkwallen uit de klasse van de Tentaculata.

## Soort
- Sabaudia liguriae Ghighi, 1909